# أندريه فورتين
أندريه فورتين هو سياسي كندي، ولد في 12 ديسمبر 1981 في بونيتياك في كندا. حزبياً، نشط في حزب كيبيك الليبرالي. وقد انتخب عضو الجمعية الوطنية في كيبك ‏ عن دائرة Pontiac (provincial electoral district) ‏ خلال فترته النيابية ‏.